# Солдатских, Виталий Андреевич
Виталий Андреевич Солдатских (род. 23 декабря 1987) — российский журналист-расследователь, сотрудничающий с изданием «Проект».

## Биография
Карьеру журналиста начал в 2013 году. Работал в деловом интернет-портале BFM.ru, затем в 2014—2017 годах был корреспондентом в «РИА Новости», где специализировался на финансовом секторе, а в 2018—2020 годах в газете «Коммерсантъ» специализировался на банковском секторе. Позже он работал руководителем пресс-службы «Объединенного Кредитного Бюро». С 2022 года работает в запрещенном в России издании «Проект», где занимается «вопросами коррупции среди российских чиновников и олигархов, а также экономической поддержки ими агрессивной войны».
В марте 2014 года был задержан у здания российского Министерства обороны во время участия в антивоенном митинге против ввода войск на территорию Украины. 2 июня 2023 года Министерством юстиции России вместе с другими сотрудниками «Проекта» внесён в список физических лиц «иностранных агентов».

## Награды
В июне 2024 года совместно с Екатериной Резниковой и Романом Баданиным стал лауреатом Премии Европейской прессы в номинации Innovation Award за расследование «Пссы войны. Путеводитель по российским олигархам военного времени».
В июле 2024 года совместно с Михаилом Рубиным и сотрдниками Фонда Борьбы с Коррупцией Марией Певчих и Георгием Албуровым получил премию «Редколлегия» за статью «Быт и нрав эпохи П. Часть 3. Расследование о том, как Владимир Путин изменился вместе со своим дворцом».